# St. Antonius Einsiedler (Heggen)

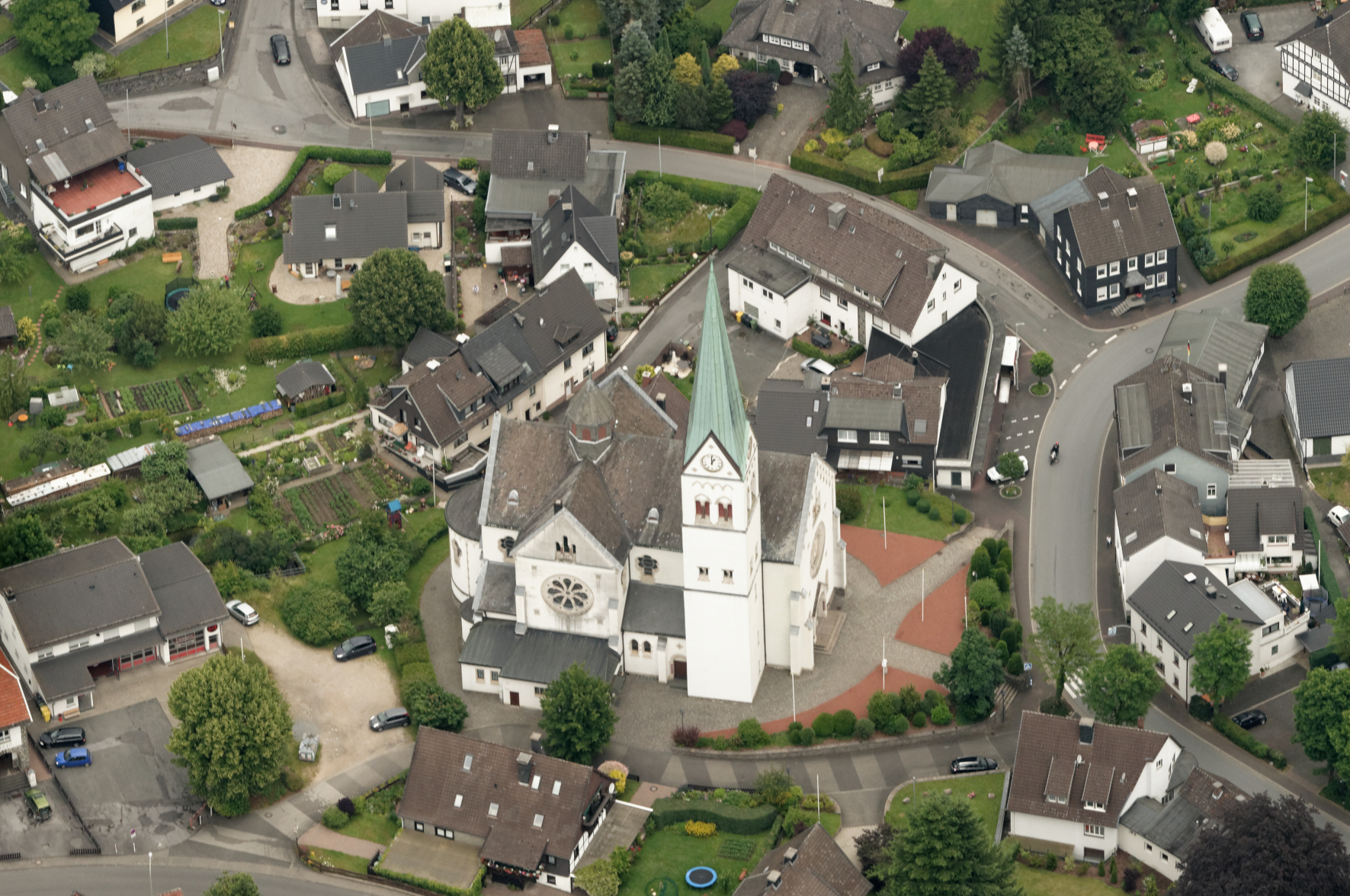
Kirche St. Antonius Einsiedler (Schrägluftbild vom Sommer 2014)

Die römisch-katholische Pfarrkirche St. Antonius Einsiedler ist ein denkmalgeschütztes Kirchengebäude in Heggen, einem Gemeindeteil von Finnentrop im Kreis Olpe in Nordrhein-Westfalen. Ihr Patrozinium verweist auf Antonius den Großen, der auch Antonius der Einsiedler genannt wird.

## Geschichte und Architektur

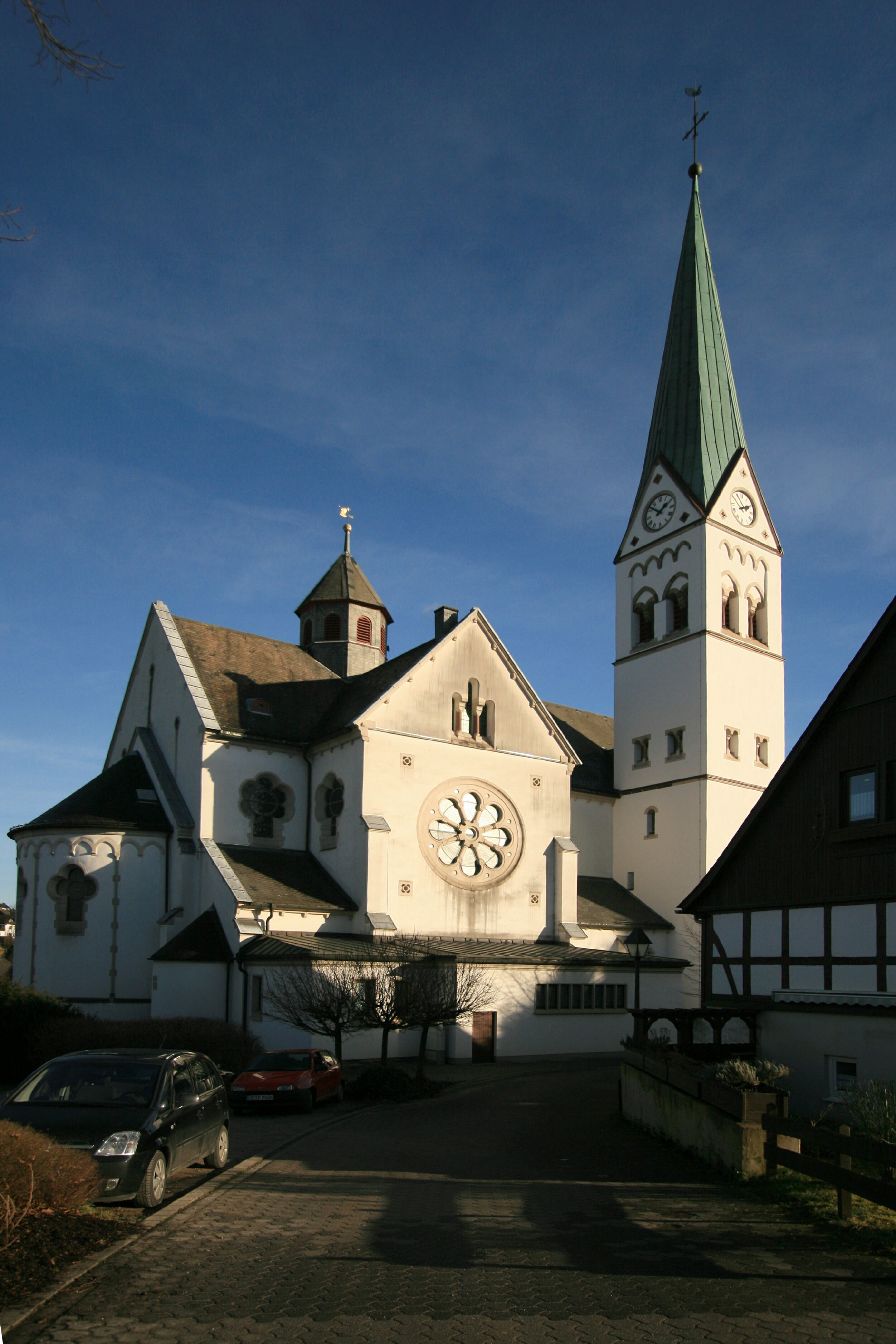
Kirche St. Antonius Einsiedler

### Alte Kapelle
Erstmals urkundlich erwähnt wurde eine Kapelle in Heggen zu Ehren des heiligen Bekenners Antonius in einem Ablassbrief von Papst Johannes XXII. aus dem Jahr 1329. Vermutlich war sie eine Eigenkirche des Gutes der Ritterfamilie Haygen. Das romanische Gebäude war eine zweijochige Hallenkirche mit einer hufeisenförmig nach außen vortretenden Apsis und einem Westturm.

### Neubau
1893 wurde Heggen nach jahrelangen Bestrebungen von der Mutterpfarrei St. Johannes Baptist Attendorn getrennt und zu einer eigenständigen Pfarrgemeinde erhoben. In diesem Zug entstanden Pläne, die mittelalterliche Kapelle zu erweitern. Sie wurde beim Umbau 1900/01 südlich quer hinter der Fassade liegend integriert, äußerlich sichtbar ist an der Südostecke des Gotteshauses die romanische Apsis. Der nach Norden ausgerichtete, kreuzförmige, neuromanische Bau wurde durch den Bauunternehmer Anton Sunder-Plassmann aus Förde (heute Grevenbrück) nach Plänen des Architekten Johannes Franziskus Klomp erweitert und umgebaut. Die Anbauten sind seitenschiffartig, die Apsiden halbrund. Der verputzte Bruchsteinbau ist durch Strebepfeiler und unterschiedliche Fensterformen gegliedert. Der Westturm wurde später aufgestockt, er ist 64 Meter hoch. In den jüngeren Hauptraum wurden Kreuzgratgewölbe eingezogen. In der Kapelle ruhen auf Rundpfeilern spätgotische Gratgewölbe. Der Grundstein für den Umbau wurde im Juni 1900 gelegt, ein Jahr später erfolgte die Konsekration durch Bischof Wilhelm Schneider.
Die Fassade wurde 1987 und zuletzt 2019 saniert. Bei den Arbeiten im Jahr 2019 wurde zudem das Dach des Kirchenschiffs erneuert.

## Ausstattung
Der überwiegende Teil der Ausstattung sowie die Ausmalung der Kirche stammen vom Anfang des 20. Jahrhunderts. Die Orgelempore wurde über der alten Kapelle errichtet. Erwähnenswert ist die Holzfigur der Hl. Agatha aus der Mitte des 18. Jahrhunderts.

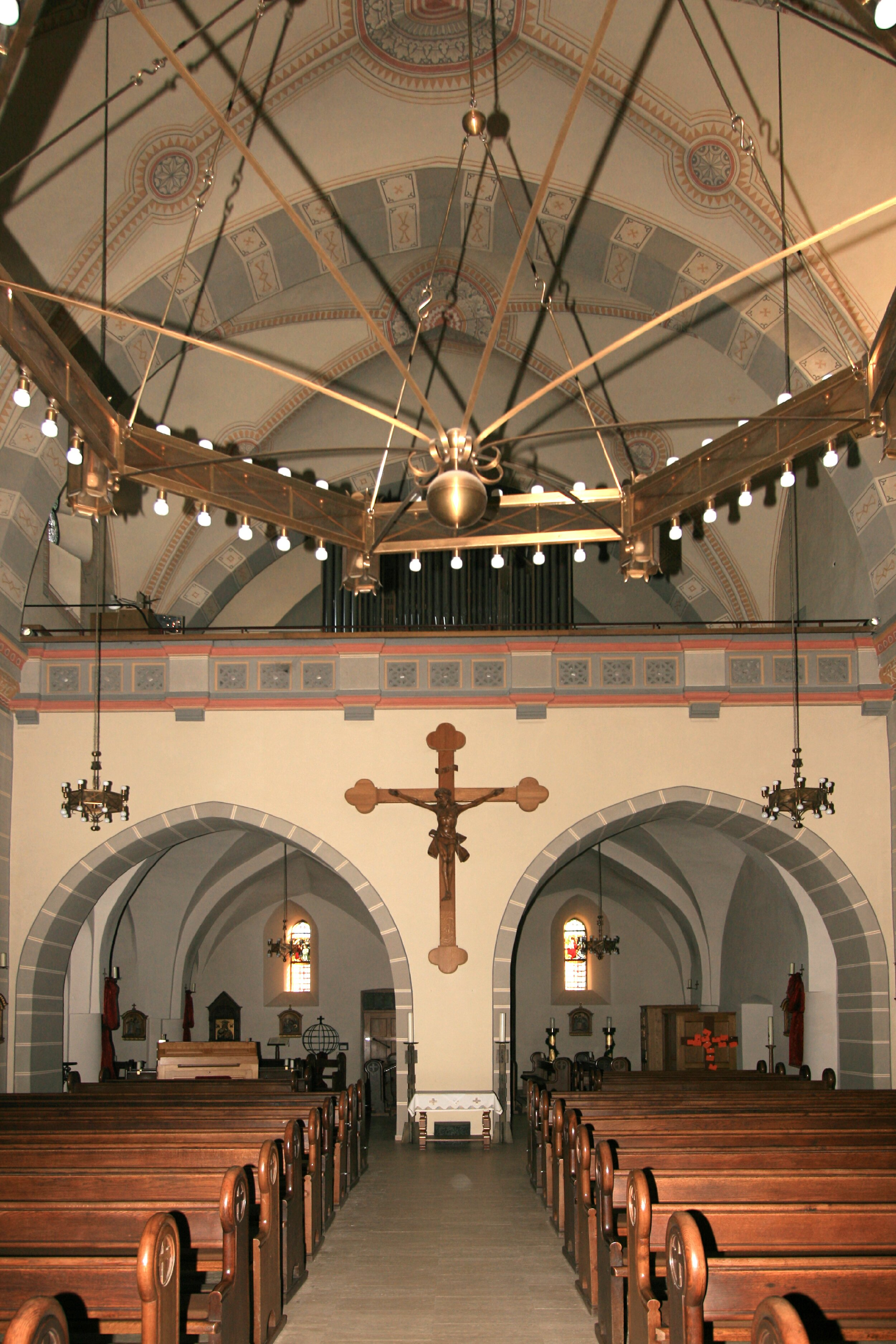
Blick auf die alte Kapelle und die Orgelbühne
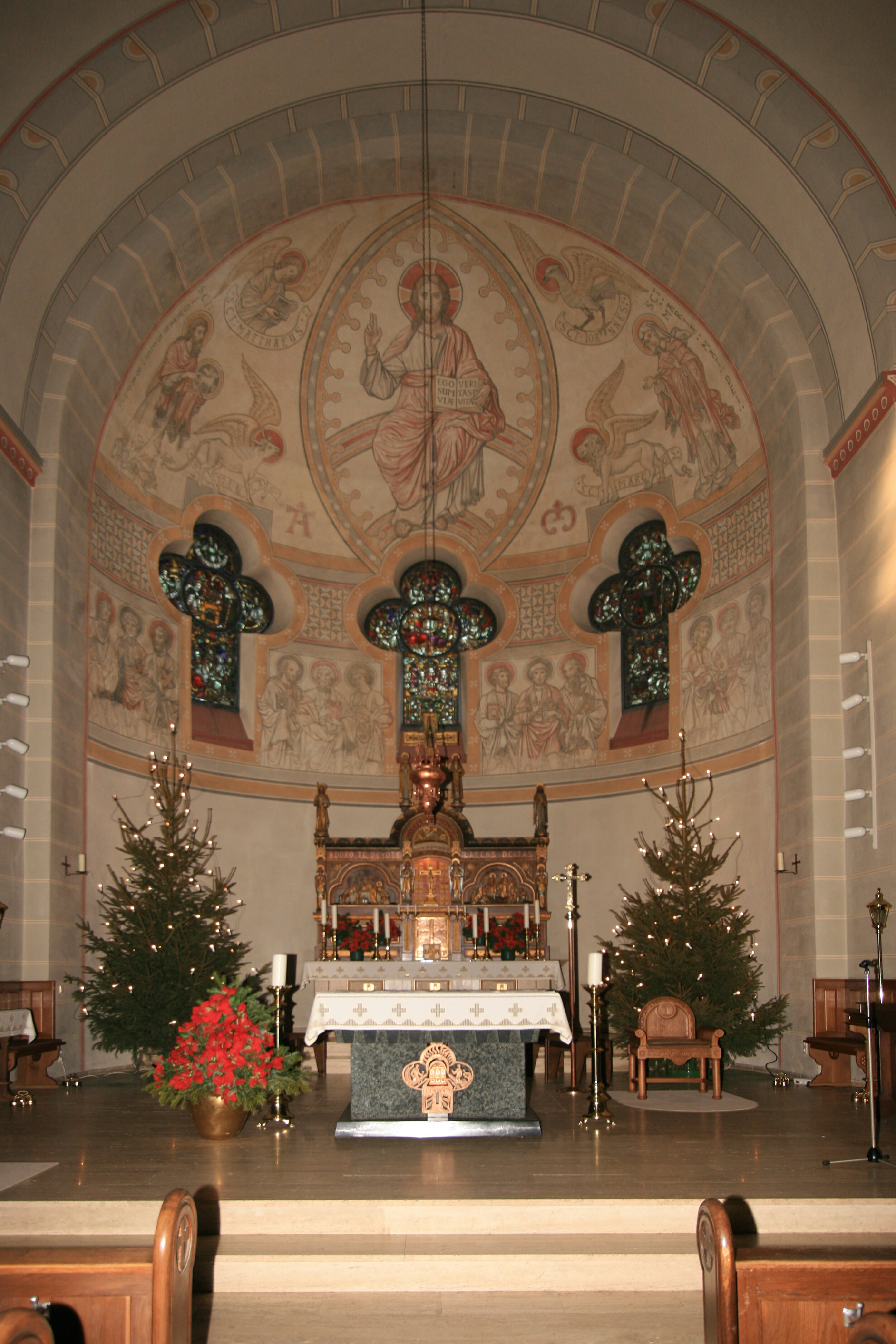
Blick auf den Altar